# Lazare Hoche
Louis Lazare Hoche (Versailles, 25 giugno 1768 – Wetzlar, 19 settembre 1797) è stato un generale francese attivo durante le guerre rivoluzionarie.

## Biografia

### Ancien Régime
Suo padre era palafreniere nelle scuderie reali. La povertà dei suoi genitori lo obbligò ad occuparsi ben presto, da solo, della propria esistenza. Era poco più che un bambino quando venne assunto come aiuto in sovrannumerario presso le scuderie reali all'età di 14 anni. Divenuto orfano, approfittò degli aiuti che gli furono offerti da una zia fruttivendola a Versailles per acquistare alcuni libri con cui diede inizio alla sua prima educazione; cominciarono da allora a svilupparsi le sue facoltà intellettuali. Dovendo dedicare il giorno al lavoro, studiava la notte. A 16 anni, il 19 ottobre 1784, entrò nella carriera militare e fu ammesso come semplice fuciliere nella Guardia nazionale francese e non tardò ad attrarre l'attenzione dei suoi superiori. Nel 1789 fu promosso sergente.

### Soldato della Rivoluzione francese

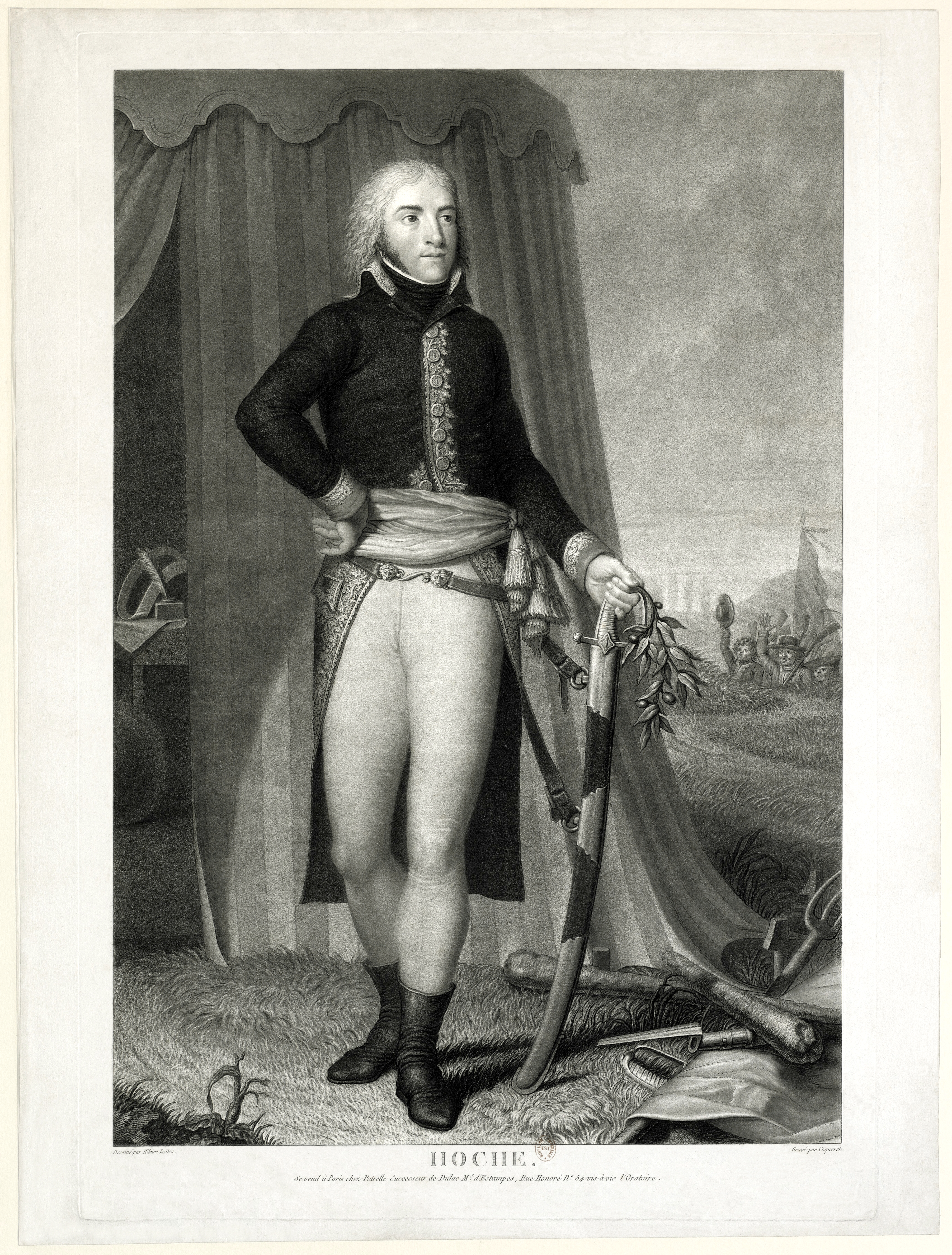
Lazare Hoche

Si arruolò nel gennaio 1792 nel 104º reggimento di fanteria. Poco tempo dopo venne promosso ufficiale e fu dotato di una luogotenenza al reggimento di Rouergue. Partecipò alla difesa di Thionville in seno al 58º reggimento di fanteria come tenente e fu incaricato dell'intendenza alle armate delle Ardenne. Beneficiò dei consigli del generale Leveneur, che divenne il suo mentore. Alla sede di Thionville ed alla battaglia di Neerwinden diede delle ottime prove delle sue capacità e del suo coraggio.
Chiamato poco tempo dopo a Parigi, espose al Comitato di salute pubblica un piano di campagna così ben concepito che l'illustre Lazare Carnot non poté trattenersi dall'esclamare: «Ecco un ufficiale subalterno di grande merito». Il Comitato intero si unì a Carnot nell'ammirazione e si affrettò a porlo in una posizione degna di lui.

### Dunkerque
Investito del titolo di aiutante-generale, Hoche ricevette il comando della guarnigione della città di Dunkerque, che difese brillantemente contro gli inglesi.
Nel 1793 organizzò la difesa della piazzaforte di Dunkerque: dopo avere risolto i problemi di intendenza e selezionato i migliori elementi intorno a lui, fece inondare la campagna intorno alla città. Nel corso dell'assedio condotto dal Duca di York operò parecchie sortite che lo resero troppo impegnativo per le truppe britanniche, che decisero quindi di toglierlo.
Questo successo gli fece salire rapidamente i gradini della gerarchia militare. Venne nominato generale di squadra, poi generale di divisione nell'ottobre 1793 e infine generale in capo dell'Armata della Mosella, al comando della quale subì però le prime sconfitte, davanti a Kaiserslautern e nell'attacco alla città di Landau ordinato dal Comitato di salute pubblica.
Dopo essersi impossessato di Furnes e aver battuto Wurmser nelle linee di Weissembourg, riprese Landau e prese Germersheim, Spira e Worms; il 20 marzo 1794 si vide tolto all'esercito della Mosella, di cui aveva il comando in capo, e gettato nelle prigioni di Parigi per tradimento, a seguito di un'ordinanza firmata da Carnot, Collot d'Herbois, Billaud-Varenne, Robespierre e Barère), dalle quali uscì solamente in agosto dopo la caduta di Robespierre.

### Pacificazione dell'Ovest
Nell'agosto 1794 venne messo alla testa delle armate di Brest e Cherbourg per pacificare l'ovest della Francia, la (Vandea e la Bretagna). Ristabilì l'ordine, adottò una tattica efficace contro la guerriglia degli Chouans e firmò l'Accordo de La Jaunaye il 15 febbraio 1795 con la Vandea.
Firmò, senza convinzione, gli accordi di Mabilais il 20 aprile 1795. Poiché diversi capi rivoluzionari non sottoscrissero il documento, l'accordo non durò più di un mese. Hoche, avvertito dello sbarco di un nutrito contingente di émigrée a Carnac (noto come Sbarco a Quiberon), operato dagli Inglesi in appoggio alla ripresa della rivolta degli chouan, costrinse i ribelli in posizione difensiva e, ottenutane la resa, ne fece un grande massacro. Dopo questo successo gli venne assegnato il comando dell'Armata dell'Ovest.
Prevedendo un secondo tentativo, dispose delle truppe in modo da impedire una concentrazione delle forze della Vandea e impedì lo sbarco dei britannici all'isola di Yeu. Disarmò sistematicamente i ribelli e mantenne sotto pressione tutta la regione. Il suo rapporto a Parigi venne approvato ed egli ottenne il comando dell'esercito della riva oceanica. Il suo comandante in seconda, Travot, catturò il capo dei ribelli Charette il 23 marzo 1796. Hoche ottenne pertanto il disarmo dell'Angiò e la pacificazione venne proclamata ufficialmente il 15 luglio.
Il 16 luglio 1796 un messaggio del Direttorio annunciò al Consiglio rivoluzionario la pacificazione della Vandea. I rappresentanti del governo dichiararono per decreto che Hoche e la sua Armata avevano acquisito la benemerenza della nazione. Due tentativi di assassinio rischiarono di fermarlo al culmine dei suoi trionfi: una volta tentarono di avvelenarlo e, poco dopo, fu assalito all'uscita del teatro di Rennes da un individuo che gli sparò un colpo di pistola alla testa, fortunatamente senza colpirlo.

### Tentativo in Irlanda

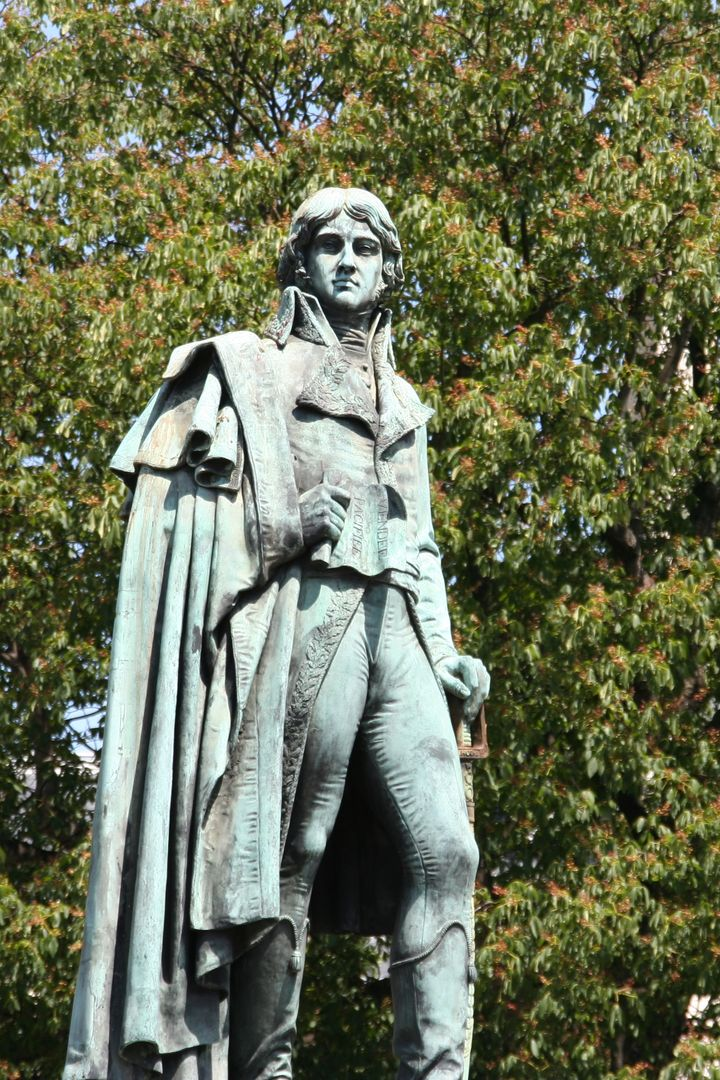
Statua di Lazare Hoche sulla piazza Hoche a Versailles

Il governo di Saint-James era impegnato ad alimentare la guerra civile in Francia. Il liberatore dell'ovest concepì allora l'ardito progetto di uno sbarco in Irlanda. Si recò a Brest dove fece i preparativi e s'imbarcò alla fine del 1796.
Sembrava che tutto avesse favorito il suo progetto ma, appena giunto in mare aperto, gli elementi si scatenarono, salvando così l'Inghilterra dai problemi che quest'impresa le avrebbe creato. La flotta francese venne dispersa da un uragano di insolita potenza e Hoche dovette rientrare in patria.

### Armata di Sambre-et-Meuse
Al suo ritorno, il 23 febbraio 1797, fu nominato generale in capo dell'armata di Sambre-et-Meuse, forte di 80.000 uomini, alla testa della quale iniziò la campagna del 1797, passando il Reno a Neuwied in presenza e sotto la minaccia dei cannoni nemici. Riportò cinque vittorie in successione a Neuwied, Ukerath, Altenkirchen, Dierdorf e Heddesdorf ed entrò a Wetzlar, mentre il suo avversario lo credeva ancora molto lontano; stava manovrando per togliere di mezzo, una volta per tutte, l'esercito nemico, quando l'armistizio di Leoben, firmato fra Napoleone Bonaparte e Carlo Luigi d'Austria, venne a fermarlo improvvisamente a Gießen, sulle rive della Nidda, nel centro dei suoi brillanti successi e della sua marcia trionfale sul territorio tedesco.
Gli si offrì allora il ministero della guerra che rifiutò, ma ricevette il comando di un corpo d'armata posto attorno a Parigi e destinato a sventare gli intrighi che il Club di Clichy ordiva contro il Direttorio.
Le denunce calunniose dei suoi nemici non tardarono a fargli perdere questo comando che fu affidato a Augereau. Offeso e umiliato per questo trattamento immeritato nei suoi confronti, chiese di essere giudicato dalla magistratura ma non venne accontentato. Disgustato da questa situazione tornò al suo quartier generale di Wetzlar.

### La sua fine
Ma il termine della sua gloriosa carriera si avvicinava. Egli si ammalò nei primi giorni di settembre del 1797 e morì il 19 dello stesso mese fra i dolori più atroci ed esclamando: «Sono rivestito dell'abito avvelenato di Nesso?»
Aveva solo 29 anni. L'autopsia del cadavere, ordinata dal Direttorio, rivelò la presenza nel suo intestino di una moltitudine di macchie nere che sembrarono indizi di una morte violenta. Si trattava in realtà di tubercolosi. Gli vennero resi grandi onori pubblici, sia nell'esercito che all'interno del paese. Un poeta illustre, Chénier, celebrò, in nobili versi, la gloria dell'eroe sottratto in così giovane età alla sua patria.
Il suo nome è scolpito sull'Arco di Trionfo di Parigi al pilastro nord, colonna 3.
Il Liceo Hoche e l'omonima piazza di Versailles sono state dedicate in suo onore.

## Vita privata
Lazare Hoche sposò nel 1793 Adélaïde Dechaux, che nel 1797 lasciò vedova con una figlia:
- Jenny Hoche, morta a Parigi il 7 novembre 1867, che il 22 giugno 1814 sposò Étienne-Annet des Roys, uditore presso il Consiglio di Stato (1810), consigliere generale dell'Allier, Pari di Francia (1832).

Lazare Hoche viene annoverato tra gli amanti di Giuseppina, vedova Beauharnais, futura consorte di Napoleone Bonaparte.